# Bundesstraße 430

|-
Bundesstraße 430 er en primærrute i det nordlige Tyskland mellem Ditmarsken and Holsten i den sydlige del af Slesvig-Holsten. 